# Замзам
Замзам (Зе́мзем; араб. زَمْزَم‎) — колодец в Мекке под площадью мечети аль-Харам, на расстоянии 20 м к востоку от Каабы. Глубина колодца — 30 метров. Омовение в Замзаме и питьё его воды — важный элемент хаджа и умры.
Вода Замзама распространяется по всему миру в бутилированном виде некоммерческим способом, однако покупать воду разрешается как способ возмещения затрат на упаковку и транспортировку.

## История и предания
По преданию, когда Хаджар оказалась на месте современной Мекки, она начала искать воду между холмами ас-Сафа и аль-Марва. Ангел Джибриль (Гавриил) ударил своей ступнёй (или крылом), и из этого места чудесным образом образовался источник Замзам. Участок между Замзамом и Макамом Ибрахима, по одному из мусульманских преданий, считается местом захоронения пророков Шуайба, Салиха, Нуха и Худа.
Позднее родник был забыт, но в VI веке его вновь открыл Абд аль-Мутталиб, дед пророка Мухаммеда. Таким образом, право распоряжаться водой Замзама получил клан курайшитов.
По поручению халифа Абу Джафар аль-Мансура из династии Аббасидов колодец был ограждён мрамором. После установления в Мекке османского владычества по приказу султана Сулеймана I Великолепного был построен хавуз (бассейн), а высоту мраморного ограждения вокруг колодца увеличили до 1,5 м.

## Этимология слова
Согласно классическому толковому словарю арабского языка «Лисан аль-Араб» (араб. لسان العرب‎, «Язык арабов») слово zamzamun имеет значение «обильный» (о воде). Ср. также в сабейском языке, родственном арабскому, корень *zmm в слове zm «водоснабжение».

## Исследование
Оживлённые научные и политические дебаты появились после того, как Би-би-си в мае 2011 года сообщила, что вода Замзама ядовита из-за высокого содержания мышьяка. Всемирная Организация Здравоохранения классифицируют мышьяк как канцероген для человека, но некоторые виды мышьяка также используются в качестве лекарств. Адекватные научные исследования воды Замзама отсутствовали до того момента. Уже в октябре того же года было проведено первое крупное исследование воды Замзама. Было доказано, что средний рН составляет 8, средняя концентрация лития 15 мкг/л. Средние показатели мышьяка и нитратов показали значения, в три раза превышающие стандарты ВОЗ (27 мкг/л и 150 мг/л соответственно). Средние значения кальция (Ca) и калия (K) составляли 95 и 50 мг/л соответственно.
В другом исследовании, проведённом уже в 2016 году изучалось воздействие воды на потомство мышей. Химический анализ воды Замзама содержит некоторые неорганические элементы, такие как натрий (Na), кальций (Ca), магний (Mg) в высокой концентрации, а также полностью растворенные соли. Четыре токсичных элемента: мышьяк (As), кадмий (Cd), свинец (Pb) и селен (Se) были обнаружены выше уровня опасности для потребления человеком.
Учёными из университета короля Абдул-Азиза (Саудовская Аравия), в ходе исследования, проведенного в 2017 году, не было доказано положительное воздействие воды Замзама на снижение жизнеспособности раковых клеток при бронхогенной карциноме.
В XIX веке была сформирована группа по уходу и исследованию за колодцем Замзам. При погружении в колодец водолазы обнаружили большое количество предметов, в основном упавших туда случайно: керамическую посуду, кувшины, монеты, куски мрамора. Некоторые предметы содержали имена и пожелания.

## Галерея

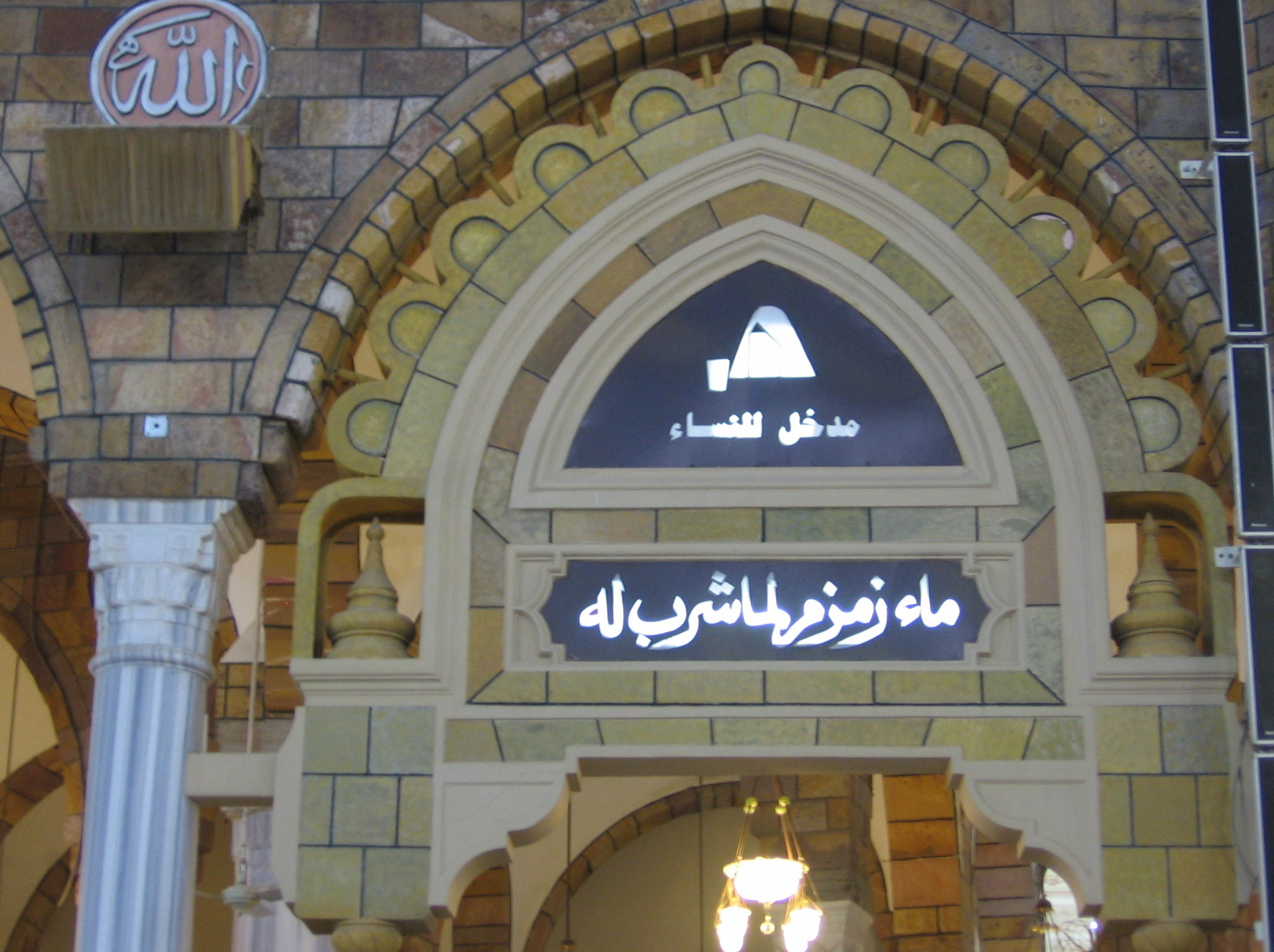
Вход в колодец Замзам
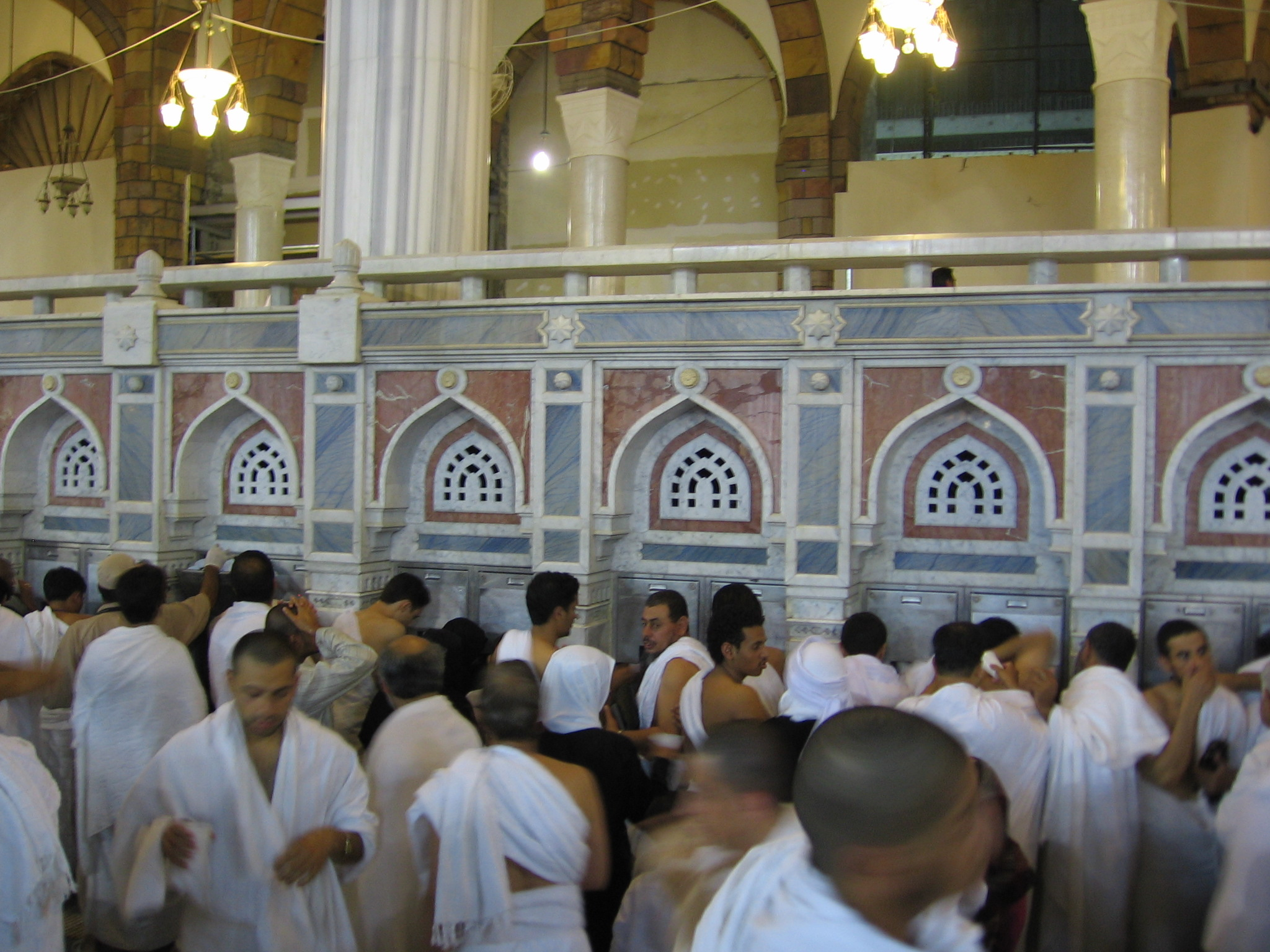
Люди посещают точки распространения снабжения водой Замзама
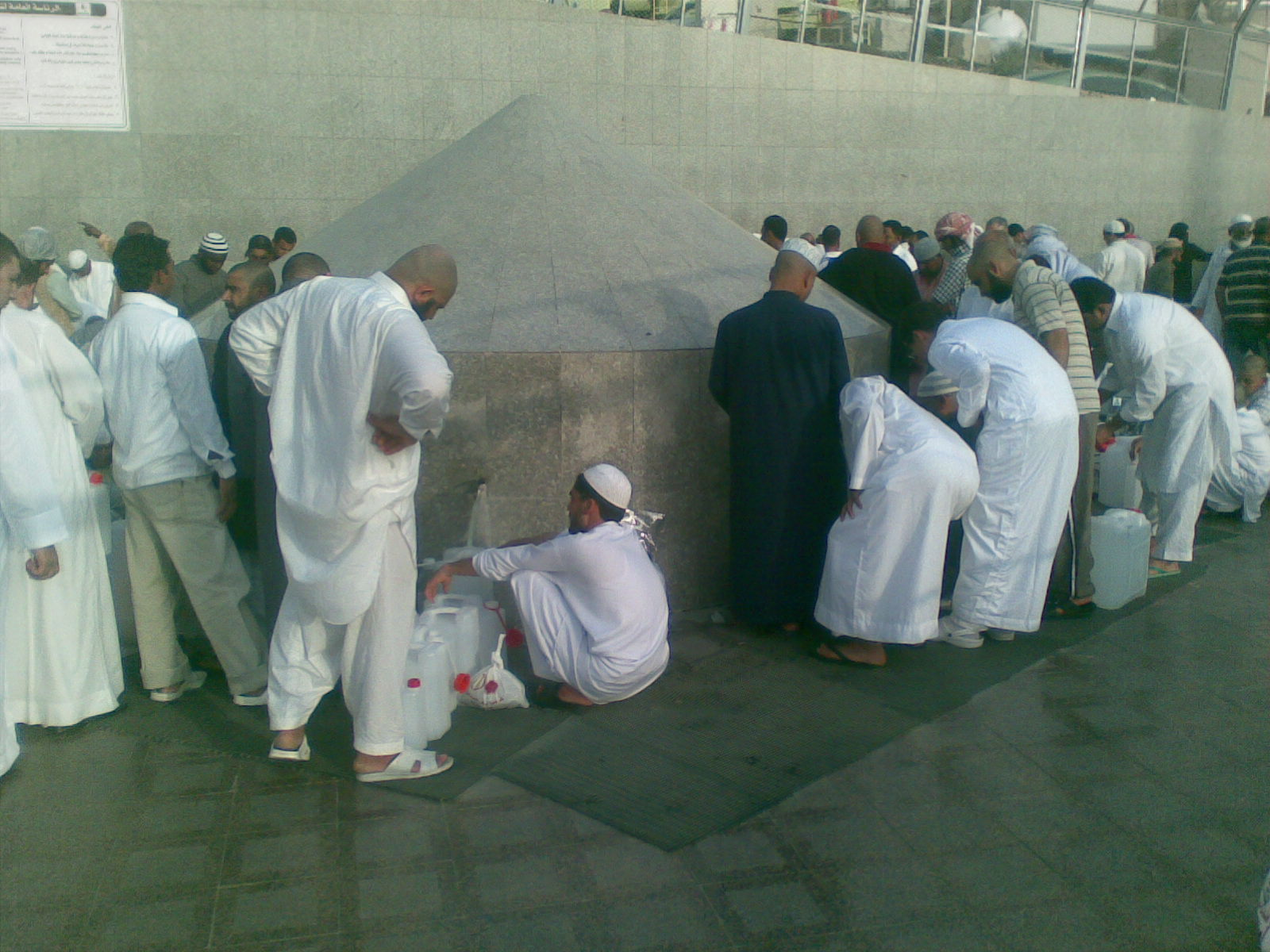
Старое местонахождение колодца Замзама для мужчин.
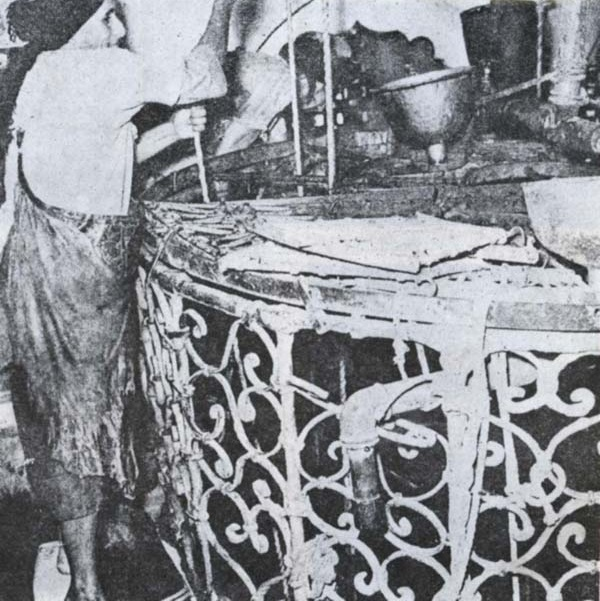
Замзам перед установкой электрических насосов
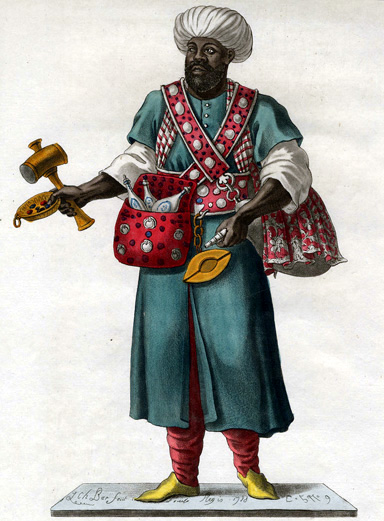
Рисунок XVIII века, показывающий водного перевозчика, или Сакка [на воде по-арабски] в Мекке.
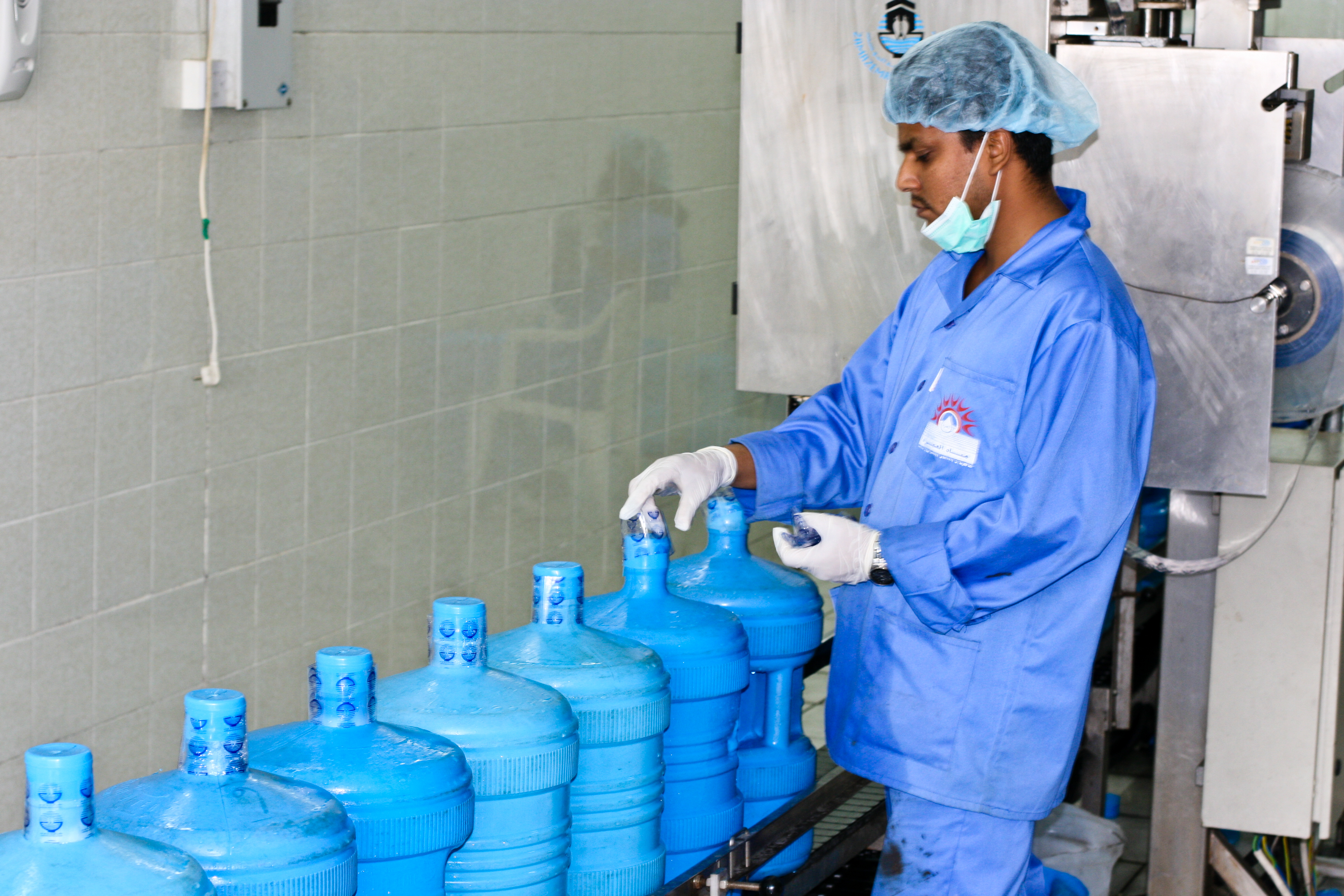
Обработка бутылки воды Замзама в 2009 году, до запуска текущего проекта упаковки.
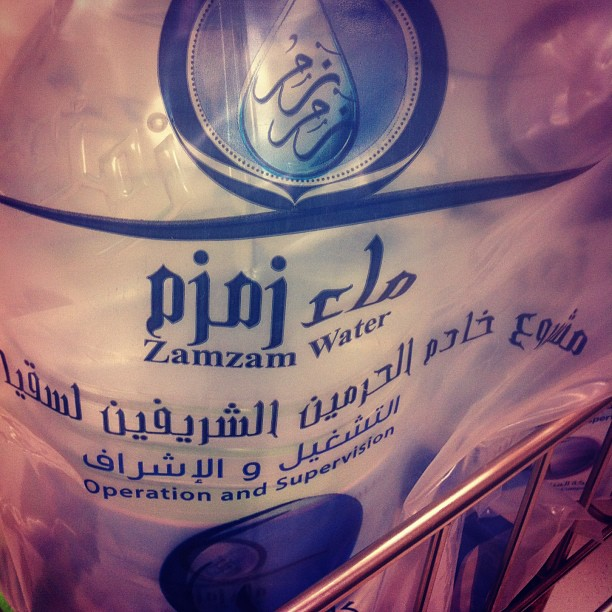
Упаковка бутылок, заполненных водой Замзама.
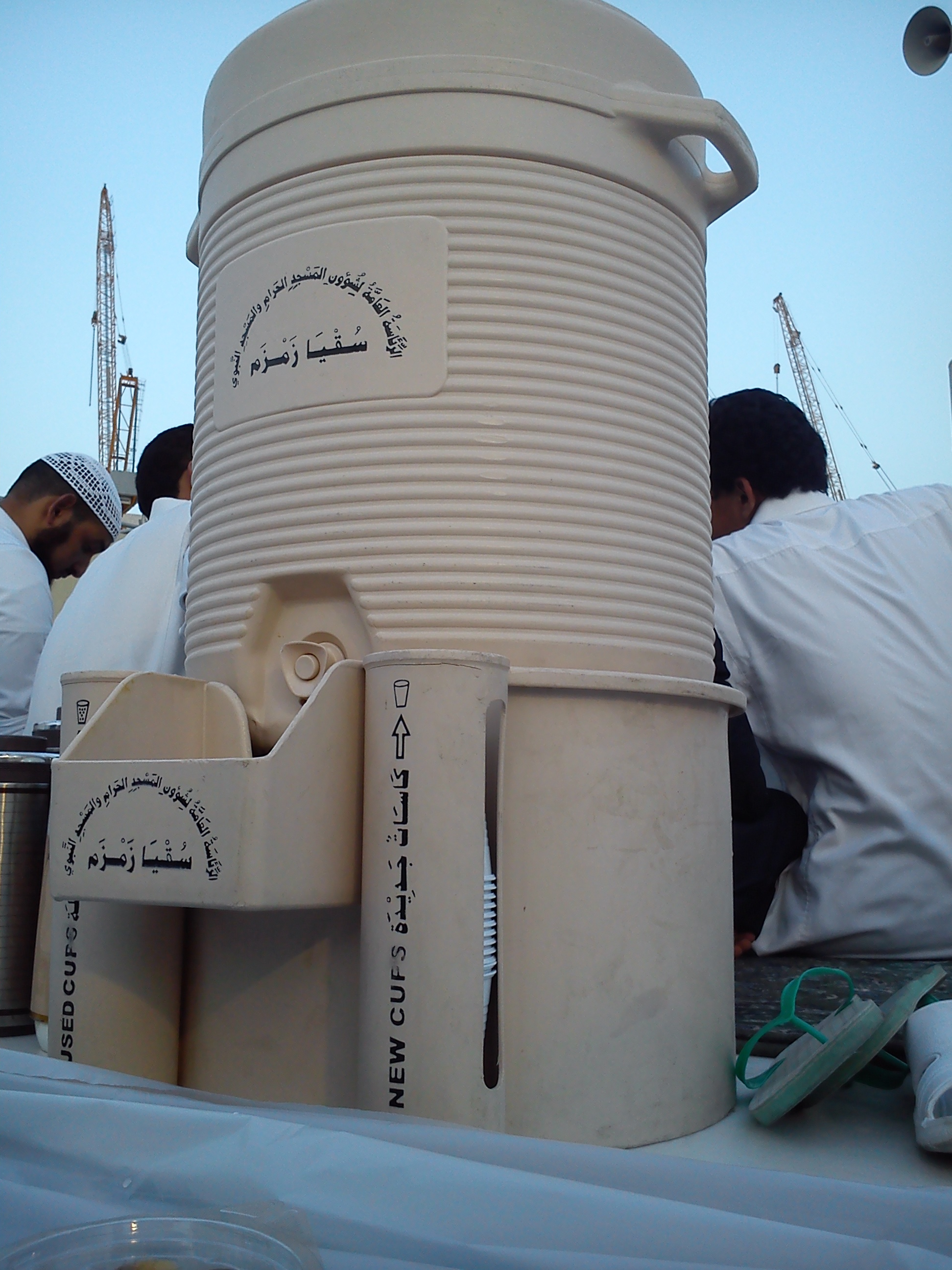
Цистерны, заполненные водой Замзама.
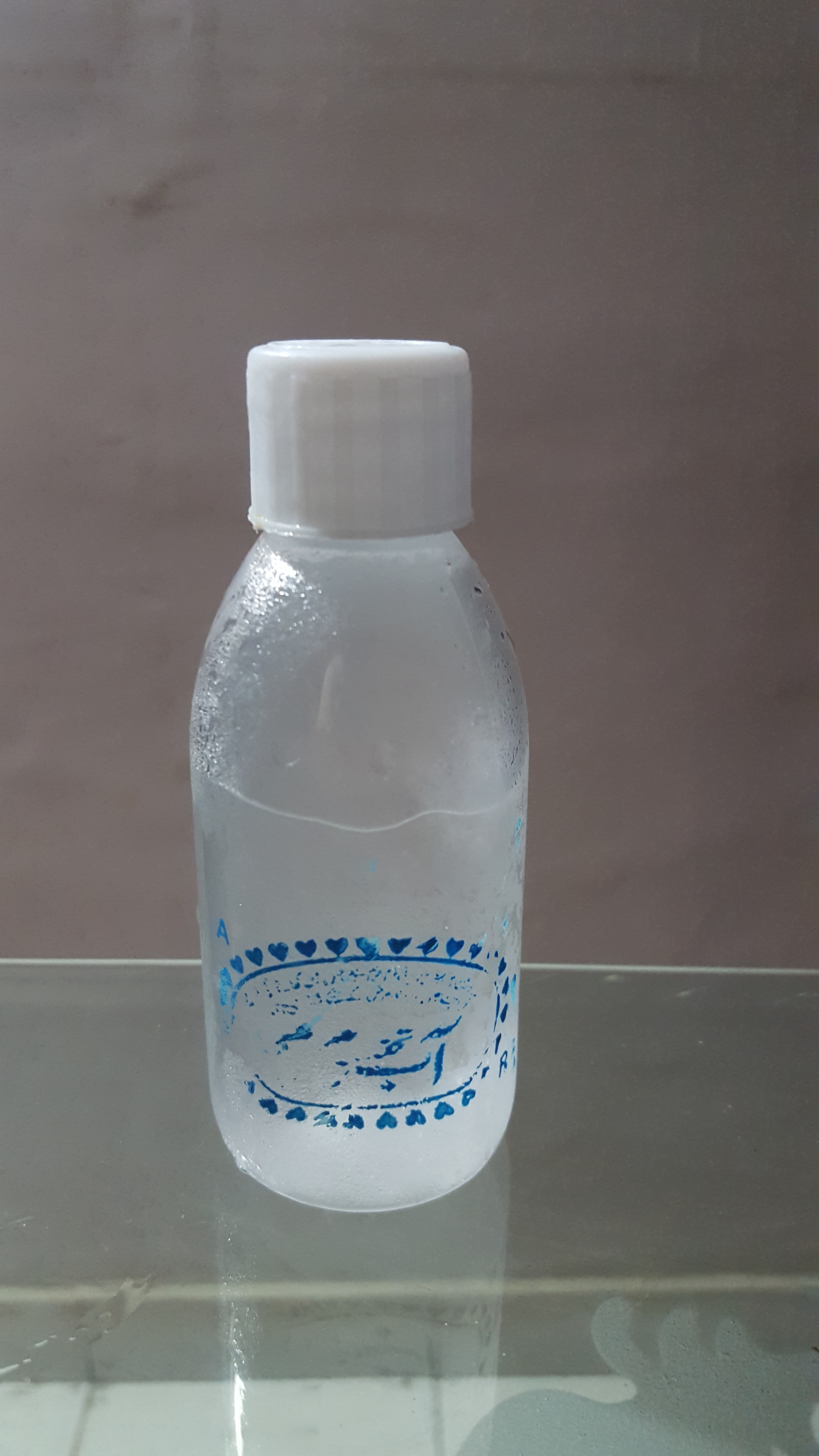
Вода Замзама для некоммерческого распространения в Пакистане